# Luis Alfredo Macana
Luis Alfredo Macana Rodríguez (siglo XX -Bogotá 17 de agosto de 1986) fue un policía colombiano, capitán antinarcóticos, asesinado por el Cartel de Medellín.

## Biografía
Ocupaba el cargo de Capitán de inteligencia antinarcóticos.

## Asesinato
Asesinado por sicarios en Bogotá, en la Calle 127, al norte de Bogotá. Su asesino fue Carlos Fernando Triana Ramírez, de 18 años, procedente de Nocaima (Cundinamarca) fue contratado por un hombre de apellido Cifuentes. No se establecieron los autores intelectuales, pero se sospecha que seguían órdenes del Cartel de Medellín ya que los sicarios cambiaron la versión y guardaron silencio sobre los mismos. Triana Ramírez intentó fugarse de la Cárcel La Modelo de Bogotá en 1990.